# École de gestion et de commerce de La Réunion
 (avril 2011).
Pour les articles homonymes, voir EGC.
L'école de gestion et de commerce de La Réunion, aussi appelée EGC de La Réunion, est une école consulaire de commerce et de gestion de l'île de La Réunion, département d'outre-mer français dans le sud-ouest de l'océan Indien. Fondé en 1990, cet établissement d'enseignement supérieur administré par la chambre de commerce et d'industrie de La Réunion est situé dans le quartier du Chaudron, à Saint-Denis, le chef-lieu.